# Ghumārwīn
Ghumārwīn är en ort i Indien.   Den ligger i distriktet Bilāspur och delstaten Himachal Pradesh, i den norra delen av landet, 300 km norr om huvudstaden New Delhi. Ghumārwīn ligger 644 meter över havet och antalet invånare är 6 690.
Terrängen runt Ghumārwīn är kuperad. Runt Ghumārwīn är det tätbefolkat, med 308 invånare per kvadratkilometer. Närmaste större samhälle är Bilāspur, 13,0 km söder om Ghumārwīn. Trakten runt Ghumārwīn består till största delen av jordbruksmark.